# Riyal saudita
Il riyāl (in arabo ريال‎?, codice ISO 4217: SAR) è la valuta corrente dell'Arabia Saudita. È abbreviato come in arabo .ر.س‎? o SR. Attualmente è suddiviso in 100 halala (in arabo هللة‎?).

## Storia
Il riyāl è stato la valuta dell'Arabia Saudita dalla nascita dello stato e fu la moneta dello Hijaz prima della creazione dell'Arabia Saudita. Il riyal del Hijaz era basato (anche se non aveva lo stesso valore) sulla moneta ottomana da 20 kuruş ed era in conseguenza suddiviso in 20 qirsh (pl. qurūsh), ossia "piastre". Tuttavia anche se il riyal del Hijaz aveva lo stesso peso dei 20 kuruş ottomani, era coniato con un titolo di 917/1000 mentre la moneta ottomana aveva un titolo di 830/1000. Di conseguenza, poiché il primo riyāl saudita aveva le stesse specifiche del riyāl higiazeno e circolava accanto alla moneta ottomana, fu valutato 22 kuruş ottomani e di conseguenza suddiviso in 22 qirsh quando furono coniate le monete in qirsh dal 1925. Questo rimase il sistema su cui fu organizzata la valuta anche quando il riyāl fu svalutato a una moneta pari, come contenuto d'argento, alla rupia indiana nel 1935.
Nel 1960 il sistema fu riorganizzato a 20 qurush = 1 riyāl e fu usato fino al 1963, quando fu introdotto lo halala, che vale un centesimo di riyal.
Alcune monete saudite ancora recano l'indicazione del valore in qurush ma questa denominazione non è più di uso comune.

## Monete
Nel 1925 Abd al-ʿAzīz coniò provvisoriamente alla Mecca monete di rame da ¼ e ½ qirsh. L'anno successivo furono seguite da pezzi da ¼, ½ e 1 qirsh coniati in cupronichel, che recavano il titolo di "Re del Hejaz e sultano del Nejd".
Nel 1927 il titolo reale fu cambiato in "Re del Hejaz e Nejd e dipendenze" e furono emesse monete nei valori di ¼, ½ e 1 qirsh in cupronichel e monete da ¼, ½ e 1 riyal in argento.
Nel 1935 furono coniate le prime monete con il nome di Arabia Saudita. Queste monete erano quelle coniate in argento con i valori da ¼, ½ e 1 riyal che erano all'incirca più leggere del 50% di quelle precedenti. Monete da ¼, ½ e 1 qirsh in cupronichel furono coniate a partire dal 1937. Nel 1946 (1365 AE), molte delle monete in cupronichel furono contromarcate con il numerale arabo 65 (٦٥), realizzando ciò che Krause e Mishler descrivono come "una mossa per spezzare il monopolio dei cambiavalute sulle piccole monete". Le monete in cupronichel da 2 e 4 qurush furono immesse nel 1957.
Nel 1963 fu introdotto l'halala e coniata le moneta di bronzo da 1 halala. Il 1963 è stato l'unico anno in cui è stata coniata questa moneta. Monete in cupronichel da 5, 10, 25 e 50 halala seguirono nel 1972. Queste monete recano anche l'indicazione del valore in qirsh o riyal (1, 2 qurush, ¼, ½ riyal). Nel 1976 è stata introdotta la moneta in cupronichel da 1 rial, che recava anche l'indicazione del valore di 100 halala. La moneta bimetallica da 1 riyal è stata coniata dal 1999.
Nel 2007 (AH1428), è stata immessa una nuova moneta da 50 halala, con il nome del re Abdullah.

## Banconote

Le banconote stampate sotto re Fahd.

Nel 1953, la Saudi Arabian Monetary Agency (SAMA) cominciò a emettere buoni da 10 riyal per i pellegrini dell'Hajj e quelle da 1 e 5 riyal seguirono rispettivamente nel 1954 e 1956. Questi biglietti erano simili a banconote e inizialmente erano stati stampati per i pellegrini che cambiavano le valute straniere per acquistarli. Tuttavia furono accolti favorevolmente in tutto il paese e sostituirono spesso la monete d'argento nelle transazioni più rilevanti. Di conseguenza, la Monetary Agency cominciò a stampare con regolarità banconote da 1, 5, 10, 50 e 100 riyal nel 1961 e i biglietti dei pellegrini furono demonetizzati nel 1964.
La banconota da 500 riyal fu introdotta nel 1983. Le banconote da 20 e 200 riyal furono emesse nel 2000 per commemorare il centenario della fondazione di ciò che poi sarebbe diventato il regno dell'Arabia Saudita.
La SAMA ha annunciato l'emissione della nuova serie di banconote con l'effigie del re Abdullah dall'aprile 2007.
Uno scherzo popolare tra i bambini sauditi si fa mettendo una banconota da 20 riyal arrotolata sopra una da 200 riyal. I due biglietti hanno ritratti identici, con l'unica differenza che la posizione della testa è diversa. Lo scherzo consiste nel porre una domanda, del tipo "Hussein diventerà ricco?". Mettendo una matita nella banconota arrotolata e facendo scorrere la matita avanti e indietro appare il vecchio re che scuote la testa.

### Quinta serie
Il 20 maggio 2007, la Saudi Arabian Monetary Agency ha annunciato che "secondo l'articolo (4) della legge saudita, emesso sotto il Decreto Reale n. (6) del 1 Rajab 1379 (30 dicembre 1959)." sarebbe stata emessa una quinta serie con l'immagine del nuovo re ʿAbd Allāh su tutti i biglietti con l'eccezione di quello da 500 riyal, su cui sarebbe stato raffigurato re ʿAbd al-ʿAzīz.
L'emissione delle banconote da 100 e 50 riyal era prevista per maggio, quelle da 10 e 5 riyal per giugno, quelle da 500 riyal per settembre e infine l'emissione della banconota da 1 riyal era stata prevista per dicembre 2007.
Si prevedeva che la SAMA avrebbe impiegato circa due anni per sostituire la serie precedente, mentre la completa eliminazione ne richiederà molto di più, dato che la serie è stata in circolazione per 20 anni.
La quarta serie, quelle con il ritratto di re Fahd sarà ancora in corso. Le nuove banconote hanno sistemi nuovi e più moderni per prevenire le contraffazioni.

## Tasso fisso di cambio
Nel giugno 1986 il riyal è stato ufficialmente ancorato ai Diritti Speciali di Prelievo (DSP) del Fondo Monetario Internazionale. In pratica, il suo rapporto di cambio è stato posto fisso a 1 U.S. $ = 3,75 riyal, ovvero approssimativamente 1 riyal = 0,266667 U.S. $. Questo rapporto di cambio è diventato ufficiale il 1º gennaio 2003.